# Cheiracanthium catindigae
Cheiracanthium catindigae là một loài nhện trong họ Miturgidae.
Loài này thuộc chi Cheiracanthium. Cheiracanthium catindigae được Alberto Barrion & James A. Litsinger miêu tả năm 1995.